# Фридрих Людвиг Вюртембергский
Фридрих Людвиг Вюртембергский (нем. Friedrich Ludwig von Württemberg; 14 декабря 1698, Штутгарт — 23 ноября 1731, Людвигсбург) — наследный принц Вюртембергского дома.

## Биография
Единственный ребёнок в семье герцога Вюртембергского Эберхарда Людвига и его супруги Иоганны Елизаветы Баден-Дурлахской. После рождения сына родители проживали раздельно. 
Фридрих Людвиг женился 8 декабря 1716 года в Берлине на Генриетте Марии Бранденбург-Шведтской, дочери маркграфа Филиппа Вильгельма Бранденбург-Шведтского, первого сына курфюрста Фридриха Вильгельма в его втором браке с Доротеей Софией Шлезвиг-Гольштейн-Зондербургской. Мать Генриетты — Иоганна Шарлотта Ангальт-Дессауская, дочь Иоганна Георга II Ангальт-Дессауского.
В браке Фридриха Людвига и Генриетты Марии родились:
- Эберхард Фридрих (1718—1719)
- Луиза Фридерика (1722—1791), замужем за герцогом Фридрихом Мекленбург-Шверинским

Наследный принц постоянно болел. Его сын умер младенцем, других наследников не было, поэтому в случае смерти Фридриха Людвига власть в Вюртемберге могла перейти католической побочной линии Вюртемберг-Винненталь. С учётом этой угрозы отец Эберхард Людвиг прекратил отношения со своей фавориткой Вильгельминой фон Гревениц в надежде, что его законная, но давно покинутая супруга Иоганна Елизавета произведёт на свет ещё одного наследника. Этим надеждам не было суждено реализоваться ввиду возраста супругов и ранней смерти Фридриха Людвига в 1731 году, за два года до отца. К власти в Вюртемберге пришёл католик Карл Александр Вюртемберг-Виннентальский. Фридрих Людвиг похоронен в дворцовой часовне Людвигсбургской резиденции.